# カラ (トーゴ)
カラ（Kara）は、トーゴの都市。人口は158,090人（2022年国勢調査）。カラ州の州都である。トーゴ北部の中心都市であり、首都ロメに次ぐトーゴ第2の都市である。首都ロメからは413km北に離れている。かつてはラマカラという市名であった。現在でもラマカラという地名はカラ市の中心地区の名として残っており、産業や行政の中枢機能や大規模な醸造所がラマカラ地区にある。
カラの近くにはトーゴの前大統領で独裁者であったニャシンベ・エヤデマの出身地があり、エヤデマ政権時にトーゴ政府の集中投資を受け発展した。エヤデマはトーゴ唯一の政党であったトーゴ人民連合の本部をこのカラに置いた。現在でもトーゴ人民連合の本部はカラにある。2002年にはトーゴ第2の大学がカラに設立された。